# Mikael Ljungberg
Bo Urban Mikael (Mikael) Ljungberg (Göteborg, 13 juni 1970 – Mölndal, 17 november 2004) was een Zweedse worstelaar. Hij nam driemaal deel aan de Olympische Spelen en won hierbij twee medailles.
Ljunberg was een van de meest succesvolle Zweedse worstelaars ooit. Hij werd wereldkampioen in 1993 en 1995, Europees kampioen in 1995 en 1999. In 2000 won hij Olympisch goud in Sydney, vier jaar eerder had hij de bronzen medaille gewonnen bij de Olympische Spelen van 1996 in Atlanta. In januari 2002 beëindigde hij zijn sportcarrière door een chronische rugblessure.
Op 17 november 2004 overleed Mikael Ljungberg in een psychiatrisch ziekenhuis, vermoedelijk door zelfmoord. Een paar dagen eerder was hij tot directeur van de Zweedse worstelbond benoemd. Vlak voor zijn dood was hij benoemd als manager sportafdeling van de Swedish Wrestling Federation. Hij zou 1 januari 2005 in deze functie beginnen.

## Titels
- Olympisch kampioen worstelen - 2000
- Wereldkampioen worstelen - 1993, 1995
- Europees kampioen worstelen - 1995, 1999
- Europees kampioen worstelen neo-senioren - 1990

## Palmares

### OS
- 1992: 4e Barcelona
- 1996:  Atlanta
- 2000:  Sydney

### WK
- 1988: 6e Wolfurt (junior)
- 1989: 9e Boedapest (neo-senior)
- 1991: 17e Varna
- 1993:  Stockholm
- 1995:  Praag
- 1997: 5e Wroclaw
- 1998: 7e Gaevle
- 1999:  Athene

### EK
- 1990:  ? (neo-senior)
- 1991: 6e Aschaffenburg
- 1995:  Besancon
- 1996: 9e Boedapest
- 1998:  Minsk
- 1999:  Sofia

## Trivia
- Het boek Complete Book of the Olympics (2004) vermeldde ten onrechte dat Ljungberg was geschorst wegens gebruik van verboden middelen. Dit is in de editie van 2008 stilzwijgend gecorrigeerd.

1896: Carl Schuhmann ·
1908: Richárd Weisz ·
1912: Yrjö Saarela ·
1920: Adolf Lindfors ·
1924: Henri Deglane ·
1928: Rudolf Svensson ·
1932: Carl Westergren ·
1936: Kristjan Palusalu ·
1948: Ahmet Kireççi ·
1952: Johannes Kotkas ·
1956: Anatoli Parfenov ·
1960: Ivan Bogdan ·
1964: István Kozma ·
1968: István Kozma ·
1972: Nicolae Martinescu ·
1976: Nikolai Balbosjin ·
1980: Georgi Raikov ·
1984: Vasile Andrei ·
1988: Andrzej Wroński ·
1992: Hector Milián Pérez ·
1996: Andrzej Wroński ·
2000: Mikael Ljungberg ·
2004: Karam Gaber ·
2008: Aslanbek Khustov ·
2012: Ghasem Rezaei ·
2016: Artoer Aleksanjan ·
2020: Moesa Jevlojev ·
2024: Mohammad Hadi Saravi
- Gemeinsame Normdatei: 129576999
- International Standard Name Identifier: 0000 0000 5364 9701
- LIBRIS: 214237
- Virtual International Authority File: 13392128
- WorldCat: E39PBJcc8DYKfB8b4BRxgRKjmd